# Movimento per la Liberazione del Popolo Centrafricano
Il Movimento per la Liberazione del Popolo Centrafricano (in francese, Mouvement pour la Libération du Peuple Centrafricain - MLPC) è un partito politico della Repubblica Centrafricana di orientamento socialdemocratico.
Il MLPC è stato preso in considerazione come membro osservatore dell'Internazionale Socialista durante il XXIII Congresso del 2008, ma dai documenti dei due congressi successivi non figura più nella lista dei membri.
Il MLPC è anche membro dell'Alleanza Progressista.

## Storia
Il Movimento per la Liberazione del Popolo Centrafricano è stato fondato il 28 marzo 1978 a Parigi dall'allora Primo ministro Ange-Félix Patassé e come un partito d'opposizione nel contesto politico centroafricano. Il partito richiedeva la sostituzione dell'allora Presidente della Repubblica Centroafricana David Dacko da parte di un consiglio nazionale incaricato di stabilire un "governo provvisorio di unità nazionale."
In seguito alla reintroduzione di un sistema politico multipartitico nei primi anni '90, il MPLC vinse le elezioni generali nella Repubblica Centrafricana del 1993. Patassé venne eletto presidente, sconfiggendo politicamente Abel Goumba nel secondo turno delle elezioni presidenziali, avendo ottenuto il 56% delle preferenze elettorali. Alle elezioni parlamentari, il partito ottenne 34 degli 85 seggi a disposizione nell'Assemblea nazionale della Repubblica Centrafricana, divenendo il principale partito del paese. Alle elezioni parlamentari della Repubblica Centrafricana del 1998, il partito ottenne 47 dei 109 seggi a disposizione. Tuttavia, l'alleanza dell'Unione delle Forze per la Pace, che si opponeva alla figura di Patassé, ottenne la maggioranza parlamentare conquistando 55 seggi. Ciononostante, il MPLC fu capace di formare un governo dopo la defezione dei parlamentari dell'Unione delle Forze per la Pace. Patassé vinse le elezioni presidenziali nella Repubblica Centrafricana del 1999 al primo turno, avendo ottenuto il 51% delle preferenze elettorali, ma venne rimosso dall'incarico con un colpo di Stato nel 2003.
Si sono tenute delle nuove elezioni generali del 2005, con il leader dei golpisti François Bozizé che al secondo turno elettorale ha sconfitto politicamente il candidato del MLPC Martin Ziguélé, già Primo ministro dal 2001 al 2003. Inizialmente Patassé, che al tempo era in esilio, avrebbe dovuto essere il candidato del partito, ma gli venne impedito dal prendere parte all'elezione per via di alcuni capi d'imputazione in merito a presunti illeciti commessi durante il mandato. Sebbene il MLPC è emerso come il principale partito  nell'Assemblea nazionale, ha vinto solamente 11 seggi, mentre l'alleanza della Convergenza Nazionale "Kwa Na Kwa" a sostegno di Bozizé ottenne un numero combinato di 42 seggi.
In vista delle elezioni generali del 2011, la formazione intendeva sostenere la candidatura di Patassé, allora in esilio, ma ha successivamente ripiegato su Martin Ziguélé, che ha ottenuto il 6,5% dei voti contro il 66% di François Bozizé e il 20% di Patassé. Alle elezioni parlamentari il partito ha conseguito un solo seggio su 100.